# Faux-la-Montagne
Faux-la-Montagne este o comună în departamentul Creuse din centrul Franței. În 2009 avea o populație de 366 de locuitori.

## Evoluția populației
| An        | 1975 | 1982 | 1990 | 1999 | 2006 | 2009 |
| --------- | ---- | ---- | ---- | ---- | ---- | ---- |
| Populație | 417  | 396  | 391  | 394  | 364  | 366  |